# IC 3470
IC 3470 ist eine elliptische Zwerggalaxie vom Hubble-Typ dE0 im Sternbild Jungfrau am Nordsternhimmel. Sie ist schätzungsweise 64 Millionen Lichtjahre von der Milchstraße entfernt und hat einen Durchmesser von etwa 15.000 Lichtjahren. Vom Sonnensystem aus entfernt sich die Galaxie mit einer errechneten Radialgeschwindigkeit von näherungsweise 1.500 Kilometern pro Sekunde.
Im selben Himmelsareal befinden sich unter anderem die Galaxien NGC 4503, IC 3481, IC 3483, PGC 165216.
Sie ist unter der Katalognummer VCC 1431 Teil des Virgo-Galaxienhaufens und der 44 Mitglieder zählenden Lyons Groups of Galaxies LGG 285 um Messier 88.
Das Objekt wurde am 10. Mai 1904 von Royal Harwood Frost entdeckt.